# Balocerus rozeni
Balocerus rozeni är en insektsart som beskrevs av Freytag och Morrison 1972. Balocerus rozeni ingår i släktet Balocerus och familjen dvärgstritar. Inga underarter finns listade i Catalogue of Life.